# Allison Harbour
Allison Harbour, davor auch False Bay und False Schooner Passage genannt, ist ein natürlicher Hafen an der Küste von British Columbia, Kanada. Die Bucht dehnt sich von ihrem Südende und der Öffnung zur Königin-Charlotte-Straße hin Richtung Norden. Sie erstreckt sich parallel zum Schooner Channel, früher Schooner Passage, der Bramham Island vom Festland trennt, und hat daher ihre früheren Namen bekommen, da sie mit diesem bei der Einfahrt verwechselt werden konnte.
Allison Harbour wurde im Jahre 1922 nach Ambrose P. Allison benannt, dem Eigentümer des Holzfällerunternehmens A P Allison Logging.